# اچ‌ام‌اس پی۴۸ (۱۹۴۲)
اچ‌ام‌اس پی۴۸ (۱۹۴۲) (به انگلیسی: HMS P48 (1942)) یک زیردریایی بود که طول آن ۱۹۱ فوت (۵۸ متر) بود. این زیردریایی در سال ۱۹۴۲ ساخته شد.